# Непеин, Борис Сергеевич
Бори́с Серге́евич Непе́ин (19 октября (1 ноября) 1904, Вологда — 18 ноября 1982, Вологда) — советский поэт и журналист.

## Биография
Потомок первого русского посла в Англии Осипа Непеи. Родился в семье священника Сергея Арсеньевича Непеина (1870—1911), крестившего Варлама Шаламова. Несмотря на разницу в возрасте более трех лет в детстве Варлам и Борис дружили, о чём Шаламов упоминает в книге «Четвёртая Вологда».
В 1924 году Непеин впервые печатается в вологодской газете «Красный север», в которую позже устроится журналистом. Также его работы публиковали «Комсомольская правда» и «Красная газета». В 1927 году у Непеина выходит сборник «Брызги», а в 1929 — «Северный ветер».
Окончил командирскую школу культработников армии. Заведовал библиотекой Дома Красной Армии в Вологде. В 1937 году в числе офицеров 10-й дивизии НКВД имени Северного края Непеин был арестован. В вину вменялось непролетарское происхождение и знакомство с расстрелянным маршалом Тухачевским.

Может, это был предлог, так как до этого мне приходилось встречаться с Михаилом Николаевичем Тухачевским, он несколько раз бывал в Вологде в нашей 10-й стрелковой дивизии, где я служил. Я брал у него интервью для «Красного Севера», встречались мы с ним и в Ленинграде— Старкова В. С. «Борис Непеин и Варлам Шаламов» // Вологодские новости. – 18 – 24 января 2006. – С. 14.
Был приговорен на 8 лет. Заключение отбывал в Красноярском крае. Освободился 5 января 1946 года. После освобождения ещё два года проработал в лагере, а в 1948 вернулся в Вологду. Имел трудности с трудоустройством. В 1956 был реабилитирован. После реабилитации вернулся в журналистику. Основал краеведческий клуб. В 1960-70-е Непеин публиковался в «Литературной России», «В мире книг», «Книжном обозрении», «Альманахе библиофила». В конце жизни участвовал в восстановлении памяти Варлама Шаламова.
Умер в ноябре 1982 года. Похоронен на Пошехонском кладбище Вологды.